# 요시노촌 (오카야마현 가쓰타군)
요시노촌(吉野村)은 오카야마현 가쓰타군에 있던 촌이다. 현재의 쇼오정에 해당한다.